# Pancho se žení
Pancho se žení (littéralement en français Pancho se marie), est une comédie satirique tchèque, parodie de films d'aventure, réalisée par Rudolf Hrušínský et František Salzer (cs) entre 1944 et 1945. Le film n'est cependant sorti au cinéma qu'en 1946.

## Description
Le film est basé sur une farce en trois actes intitulée « À la recherche d'Alfonso Danielo ». Hrušínský a travaillé sur le scénario avec son père Rudolf Böhm-Hrušínský et a invité le metteur en scène František Salzer. L'une des intentions de Hrušínský et du producteur Havel est d'engager autant d'acteurs que possible.
Le titre original du film est Pedro se žení. Ce n'est qu'au cours du tournage qu'il est changé en Pancho se žení.
Le film n'a pas reçu de critiques favorables à l'époque.
Entre septembre 1946 et décembre 1950, il a été projeté dans les cinémas 9 315 fois et a été vu par plus de 2,1 millions de spectateurs

## Synopsis
L'histoire se déroule au Mexique. Les familles de Rosita et Pedro ont été fiancées lorsqu'ils étaient enfants. Le père de Rosita, Francisco Ferdinando Rodríguez, qui vit à Pantalegro, décide que le moment est venu de les marier. Rosita doit recevoir une dot supplémentaire de 60 000 pesos. Il écrit donc une lettre au père de Pedro, lui demandant de venir les voir et de faire ses preuves par une lettre, car ils n'ont pas vu Pedro depuis 15 ans. Pedro est un peu bête. Son père l'a préparé pour le voyage, a déchiré la lettre en deux pour qu'il ne la perde pas, et Pedro l'a cachée dans sa poche et dans sa chaussette.
Pendant ce temps, à Curaçao, Pancho se bat au pub « U pavouka » alors qu'il joue aux cartes avec un faux joueur. La bagarre qui s'ensuit frappe le maire à la tête. Il s'enfuit du pub et, dans les chambres à l'étage de l'auberge, croise Rosita, qui s'est enfuie de chez elle parce qu'elle refuse d'épouser Pedro. Pancho dort sur le rebord de la fenêtre de la chambre de Rosita et, au matin, ils partent ensemble. Rosita tombe amoureuse de Pancho sans connaître son nom.
Alors que Rosita se rend chez sa tante, Pancho rencontre par hasard Pedro à un panneau. Il va suivre Rosita jusqu'à Pantalegro. Lorsqu'il entend son histoire selon laquelle il va à son mariage et que la mariée recevra une dot importante, il l'enivre et lui prend ses papiers et les deux parties de la lettre. Il part pour Pantalegro en se faisant passer pour Pedro.
En chemin, il rencontre par hasard le maire, qui le reconnaît et le fait emprisonner. À la prison de Curaçao, il est en cellule avec le voleur Manuel. Il lui raconte son histoire : il s'est rendu à un mariage et a reçu une dot. Le maire lui annonce qu'il sera libéré le lendemain, mais qu'il a perdu sa maîtresse Juanita ; il s'en fiche et est prêt à échanger son identité avec Pancho. Le soir, il prend un extrait d'une lettre de lui. Le lendemain, Manuel est libéré et se rend chez les parents de Rosita sous le nom de Pedro. Au matin, Pancho apprend qu'il a été trompé et que Manuel est un voleur condamné à dix ans de prison pour 28 vols et de nombreuses fraudes matrimoniales. Cependant, Pancho parvient à s'évader de prison.
Manuel se rend chez les parents de Rosita et leur présente les documents de Pedro, reçus de Pancho, ainsi qu'une partie de la lettre. Il emprunte aussitôt plusieurs milliers de pesos aux parents de Rosita.
Rosita et sa tante partent à la recherche de son cher « fou », Pancho. Entre-temps, Pancho est arrivé chez les parents de Rosita et s'est présenté sous le nom de Pedro. Il raconte cela dans la deuxième partie de la lettre. Lorsque Manuel l'apprend, il vole d'autres bijoux à la mère de Rosita et s'enfuit de chez lui. Il se rend chez les voleurs de l'auberge « U paavouka » pour trouver un moyen de cambrioler la maison des parents de Rosita. Cependant, Rosita l'apprend et, avec sa tante, elle trouve également un hébergement dans cette auberge. Elle en informe le maire et, ensemble, ils partent pour la maison de Rosita.
Entre-temps, le vrai Pedro est arrivé. Les parents ignorent donc qui il est. À ce moment-là, les voleurs font irruption dans la maison. Cependant, le maire est également arrivé avec Rosita et la tante, et Manuel s'enfuit avec les voleurs. Rosita reconnaît son « fou », mais son père refuse le mariage. Ce n'est que lorsque le maire apprend à Pancho qu'il a démasqué Roberto, le faux joueur et voleur, lors de la bagarre, qu'il accepte le mariage.
Pedro retourne chez ses parents à dos d'âne et trouve deux sacs de pièces de monnaie sur un panneau en chemin. C'est pratique pour la famille, qui attendait une dot pour construire une nouvelle maison, car elle a immédiatement démoli l'ancienne après le départ de Pedro pour retrouver sa future épouse.

## Fiche technique
- Sujet : Rudolf Hrušínský
- Scénario : Rudolf Hrušínský
- Photographie : Ferdinand Pečenka (cs)
- Réalisé par : Rudolf Hrušínský et František Salzer
- Musique : Jiri Srnka
- Dialogues : František Alexander Elstner (cs) et K. M. Walló
- Rédacteur en chef : Jiri Sobotka
- Son : J. Paleček
- Film en noir et blanc, 80 minutes
- Studios : Barrandov et FOJA Radlice (cs)
- Extérieurs : Hlubočepy près de Prague
- Production : Lucernafilm Prague, 1944, adapté pour la sortie par la Société cinématographique tchécoslovaque (1945-1946)

## Distribution
- Rudolf Hrušínský : Pancho Danilla
- Vlasta Matulová : Rosita
- Jindřich Plachta : Francisco Fernando Rodriguez, le père de Rosita
- Jarmila Májová-Svobodová : la mère de Rosita
- Josef Kemr : Pedro Sanchez Apricot
- Robert Vrchota : Manuel Serano Pueblo Santo, le voleur
- Saša Rašilov : le maire
- Miloš Nedbal : un geôlier
- Ella Šárková : Juanita
- František Kreuzmann : le chef des brigands
- Eva Klenová : la maîtresse du chef des brigands
- Anna Steimarová : tante Lucie
- Emil Bolek : le voisin Sanchez
- Bohumil Bezouška: un voleur
- František Kovářík : un geôlier
- Rudolf Hrušínský : le père de Pedro
- Jarmila Kurandová : Anabela, la mère de Pedro
- Josef Pehr : un pickpocket
- Jan W. Speerger : un voleur
- Richard Strejka : un gardien de prison
- Václav Irmanov : le voleur avec une guitare
- Vladimír Hlavatý : l'avocat
- Rudolf Deyl mladší : le palefrenier